# Cantone di Matina
Il cantone di Matina è un cantone della Costa Rica facente parte della provincia di Limón.

## Geografia antropica

### Suddivisioni amministrative
Il cantone  è suddiviso in 3 distretti:
- Batán
- Carrandí
- Matina